# Central do Brasil (film)
Central do Brasil is een Braziliaanse dramafilm uit 1998 onder regie van Walter Salles. De film gaat over de zoektocht van een kind en diens verzorgster naar zijn vader. De hoofdrollen worden vertolkt door Fernanda Montenegro en Vinícius de Oliveira. Central do Brasil won in 1998 de Gouden en de Zilveren Beer voor respectievelijk beste regisseur en actrice op het Internationaal filmfestival van Berlijn. Het jaar daarop werd de film bekroond met de British Academy Film Award voor beste niet-Engelstalige film.

## Verhaal
Dora (Montenegro) werkt in het spoorwegstation Central do Brasil in Rio de Janeiro waar ze tegen betaling brieven schrijft voor analfabeten. Ze post de geschreven brieven echter niet, maar scheurt deze meestal in stukken. Op een dag komt een vrouw samen met haar zoontje bij haar langs om een brief te laten schrijven en verzenden naar de vader van de jongen. Als de vrouw op het station door een bus wordt geschept en vervolgens komt te overlijden, blijft haar zoon alleen achter. Dora ontferm zich in eerste instantie over de jongen en neemt hem mee naar huis, maar daarna probeert ze van hem af te komen. Later krijgt ze hier spijt van en dan gaat ze samen met hem op zoek naar zijn vader in het Noordoosten van Brazilië.

## Rolverdeling
| Acteur               | Personage                |
| -------------------- | ------------------------ |
| Fernanda Montenegro  | Isadora "Dora" Teixeira  |
| Vinícius de Oliveira | Josué Fontenele de Paiva |
| Marília Pêra         | Irene                    |
| Soia Lira            | Ana Fontenele            |
| Othon Bastos         | César                    |
| Otávio Augusto       | Pedrão                   |
| Stela Freitas        | Yolanda                  |
| Matheus Nachtergaele | Isaías Paiva             |
| Caio Junqueira       | Moisés Paiva             |

## Prijzen en nominaties
- Op het Internationaal filmfestival van Berlijn in 1998 won de film de Gouden Beer voor beste film, de Zilveren Beer in de categorie beste actrice, evenals de prijs van de oecumenische jury.
- In 1999 won de film de British Academy Film Award voor beste niet-Engelstalige film.
- In 1999 won de film een Golden Globe voor beste niet-Engelstalige film en was genomineerd in de categorie beste actrice.
- De film werd in 1999 genomineerd voor een Oscar in de categorieën beste niet-Engelstalige film en beste vrouwelijke hoofdrol.
- Op het Internationaal filmfestival van San Sebastián van 1998 won de film de publieksprijs en de prijs van de jeugdjury.
- Op het Internationaal filmfestival voor nieuwe Latijns-Amerikaanse films in Havanna in 1998 won de film prijzen voor beste hoofdrolspeelster, de speciale juryprijs, de prijs van de universiteit van Havanna, de Glauber-Rocha-Prijs en een speciale aanbeveling voor kindacteur.